# 五十嵐孔一
五十嵐 孔一（いからし こういち、1962年10月 - ）は、日本の言語学者。専門は、朝鮮語学・文法論。東京外国語大学総合国際学研究院（言語文化部門・言語研究系）教授。文学博士（ソウル大学校、2001年）。

## 略歴
- 1983年3月　鶴岡工業高等専門学校電気工学科卒業
- 1996年3月　東京外国語大学外国語学部朝鮮語学科卒業
- 1998年3月　東京外国語大学大学院地域文化研究科博士前期課程修了
- 2001年2月　ソウル大学校国語国文学科博士課程修了
- 2002年10月 東京外国語大学外国語学部 講師
- 2008年10月 同 准教授
- 2009年4月　東京外国語大学総合国際学研究院（言語文化部門・言語研究系）准教授（大学院重点化に伴う配置換え）
- 2017年4月　同 教授

## 研究業績
- 『한국어 연구와 한국어의 텍스트 해석』，ソウル大学校大学院博士論文，pp.1-184，2002年
- 「現代朝鮮語の用言接続形＜-느라(고)＞について－「タクシス」と「図と地」の観点から－」，『朝鮮学報』169，pp.1-15，1998年

| スタブアイコン | サブスタブ | この項目は、まだ閲覧者の調べものの参照としては役立たない、人物に関連した書きかけの項目です。この項目を加筆・訂正などしてくださる協力者を求めています（P:人物伝/PJ:人物伝）。 |